# وایدن بای راشنیتس
وایدن بای راشنیتس (به آلمانی: Weiden bei Rechnitz) یک منطقهٔ مسکونی در اتریش است که در ناحیه اوبروارت واقع شده‌است. وایدن بای راشنیتس ۸۷۹ نفر جمعیت دارد.